# Sirohi (Distrikt)
Der Distrikt Sirohi (Hindi सिरोही जिला) ist ein Distrikt im westindischen Bundesstaat Rajasthan. Verwaltungssitz ist die gleichnamige Stadt Sirohi.

## Bevölkerung
Die Einwohnerzahl liegt bei 1.037.185 (2011), mit 535.115 Männern und 502.070 Frauen.